# Bozioru
Bozioru is een Roemeense gemeente in het district Buzău.
Bozioru telt 1250 inwoners.